# Арсеналець
Арсеналець — одна з організацій антинімецького комуністичного підпілля у Києві. Діяла під час німецької окупації у листопаді 1941 — листопаді 1943. Керівник — Д. Нестеровський, заступник — М. Гайцан, члени організації — В. Гуреєв, А. Ємець, В. Костецький, М. Рудзинський, О. Стрік, Л. Ступін, В. Шаповалов та інші кадрові робітники заводу «Арсенал». Підпорядковувалася підпільним Київському міськкому і Печерському райкому КП(б)У, складалася з груп: ремонтних майстерень при гебітскомісаріаті, «Водоканалу» (німецької будівельної фірми у Києві); Димерського і Чорнобильського  районівнів Київської області. 
Проводила агітацію на біржі праці, видавала фальшиві документи і рятувала людей від вивезення до Німеччини, друкувала й розповсюджувала листівки, підірвала мости через річки Тетерів та Ірпінь, зривала поставки деревини, строки будівництва мостів у хутора Грені і села Демидів, організувала втечу військовополонених із концтабору, надавала допомогу партизанським загонам «За Батьківщину» та імені МЮДу. 
У серпні 1943 керівництво організації заарештовано. М. Гайцан закінчив життя самогубством, Д. Нестеровського страчено. Інші члени діяли до визволення Києва — розмінували кілька важливих об’єктів. 
Одним із зв'язкових цього підпілля був Владислав Рейський.